# Demetrios 1. af Seleukideriget
Demetrios 1. Soter (født ca. 187 f.Kr., død ca. 150 f.Kr.) var konge af Seleukideriget fra 162 f.Kr. til 150 f.Kr.
Demetrios 1. var søn af kong Seleukos 4. Filopator og dronning Laodike 3.
Han efterlod sig sønnerne Demetrios 2. Nikator og Antiochos 7. Sidetes.